# Playlist: The Very Best of Mariah Carey
Playlist: The Very Best of Mariah Carey jest kompilacją utworów twórczości Mariah Carey, które zostały nagrane w okresie trwania kontraktu między nią a Columbia Records.

## Lista utworów
Na płycie znalazły się utwory niezależnie od ich historii czy sukcesu. Znalazły się tam piosenki, które były znanymi singlami, ale i te mniej znane szerszej publiczności. Na płycie nie pojawił się żaden nowy materiał, jednak w utworze "Looking In" znalazły się na nowe partie wokalne, których nie było we wcześniej wersji piosenki znajdującej się na krążku "Daydream". Natomiast "Rainbow (Interlude)" w odróżnieniu od oryginału znajdującego się na albumie "Rainbow" nie jest wyciszona, a ma swój koniec. Dodatkową atrakcją były opublikowanie nieznane dotychczas zdjęcia pochodzące z archiwów Sony Music z okresu 1997 i 1998.
1. Dreamlover 03:53
2. Bliss 05:44
3. Melt Away 04:00
4. Breakdown (featuring Krayzie Bone & Wish Bone) 04:44
5. Make It Happen 05:07
6. Outside 04:47
7. Vanishing 04:12
8. Looking In 03:35
9. Emotions 04:09
10. Babydoll 05:07
11. I Am Free 03:09
12. Fantasy (Bad Boy Remix featuring Ol’ Dirty Bastard) 04:54
13. Underneath the Stars 03:33
14. Rainbow (Interlude) 01:47